# Gabriela Potorac

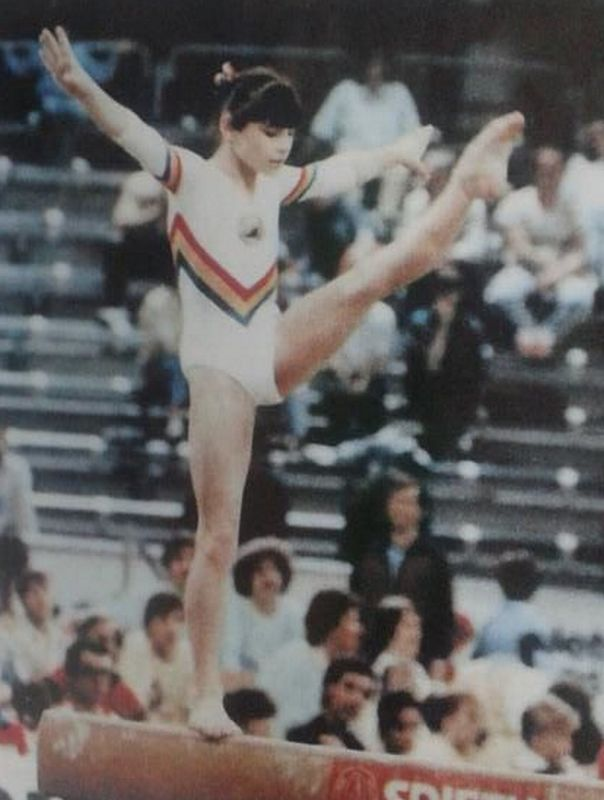
Gabriela Potorac 1988

Gabriela Potorac (* 6. Februar 1973 in Bacău) ist eine ehemalige rumänische Kunstturnerin.
Sie begann im Alter von fünf Jahren beim SC Bacău mit dem Turnen. 1988 nahm sie an den Olympischen Spielen teil. In Seoul gewann Potorac mit der rumänischen Mannschaft die Silbermedaille. Außerdem gewann sie Silber im Pferdsprung und, punktgleich mit der Amerikanerin Phoebe Mills, Bronze am Schwebebalken.
1989 wurde Potorac bei den Turn-Europameisterschaften Europameisterin am Schwebebalken, punktgleich mit der Sowjetturnerin Olessja Dudnyk. Außerdem wurde sie Vierte am Stufenbarren und im Mehrkampf. Bei den Weltmeisterschaften im selben Jahr gewann sie in Stuttgart mit der rumänischen Mannschaft Silber und Bronze am Schwebebalken. Am Stufenbarren war sie Fünfte und im Sprung Sechste.
Nach dem Ende ihrer Sportkarriere wanderte Potorac nach Japan aus.